# Dodoitsu
Dodoitsu (都々逸) este o formă de poezie populară japoneză dezvoltată la sfârșitul erei Edo (1603-1868), devenind ulterior și un stil de cântec popular al populației Gombei, transmis pe cale orală, interpretat cu acompaniament de shamisen (un instrument cu trei corzi). Adesea are ca subiect dragostea sau munca. Poeziile Dodoitsu au 26 de silabe, grupate în patru "versuri", cu structura de 7-7-7-5 silabe, fără rimă sau metrică.
Cel mai cunoscut interpret de Dodoitsu din secolul al XX-lea a fost Yanagiya Mikimatsu (1901 - 1968), care a combinat Dodoitsu cu nararea de povestiri, într-o formă unică de monolog. Celebritatea i-a fost adusă mai ales de vocea nazală și senzuală pe care o avea la interpretarea personajelor feminine. Folosind această formă arhaică, el a reușit să descrie viața modernă, compunând un fir epic despre un tânăr cuplu în luna de miere. Partea referitoare la prima lor noapte împreună este subliniată de câteva cântece Dodoitsu. Spectacolele sale au fost atât de expresive, încât autoritățile de represiune japoneze din timpul războiului l-au cenzurat.
Un alt gen de poezie cu formă fixă, tradițional japoneză, se numește Haiku.